# Віллі Девенпорт
Вільям Д. Девенпорт (англ. William D. Davenport; нар. 8 червня 1943 — пом. 17 червня 2002) — американський легкоатлет, який спеціалізувався в бігу з бар'єрами. По завершенні легкоатлетичної кар'єри виступав у бобслеї.

## Із життєпису
Учасник п'яти Олімпіад — чотирьох літніх (1964—1976; легка атлетика) та однієї зимової (1980; бобслей).
Олімпійський чемпіон з бігу на 110 метрів з бар'єрами (1968) та володар бронзової олімпійської медалі у цій дисципліни (1976). На Іграх-1972 був четвертим у цьому виді.
Срібний призер Панамериканських ігор (1967) та бронзовий призер Універсіади (1965) з бігу на 110 метрів з бар'єрами.
Багаторазовий чемпіон США у бар'єрних дисциплінах просто неба та в приміщенні.
Ексрекордсмен світу з бігу на 110 метрів з бар'єрами. Показаний ним у 1969 результат (13,2) став першим в історії ратифікованим світовим рекордом, встановленим на синтетичній (на противагу гаревій, як було до цього) доріжці.
По завершенні легкоатлетичної кар'єри займався бобслеєм. У 1980 преставляв збірну США на олімпійських стартах у Лейк-Плесіді (12 місце у змаганнях четвірок).
Був полковником Національної Гвардії Армії США.
Представляв спортсменів у Олімпійському комітеті США.

## Основні міжнародні виступи
У таблиці нижче представлені основні міжнародні виступи на легкоатлетичних змаганнях за кар'єру Девенпорта.
| Рік  | Змагання             | Місто    | Місце | Дисципліна |
| ---- | -------------------- | -------- | ----- | ---------- |
| 1964 | Олімпійські ігри     | Токіо    | 1пф7  | 110 м з/б  |
| 1965 | Універсіада          | Будапешт | 3     | 110 м з/б  |
| 1967 | Панамериканські ігри | Вінніпег | 2     | 110 м з/б  |
| 1968 | Олімпійські ігри     | Мехіко   | 1     | 110 м з/б  |
| 1972 | Олімпійські ігри     | Мюнхен   | 4     | 110 м з/б  |
| 1976 | Олімпійські ігри     | Монреаль | 3     | 110 м з/б  |

## Визнання
- Член Зали слави легкої атлетики США (1982)[1]

- Член Олімпійської зали слави США (1991)[2]